# Paracharactis leeuweni
Paracharactis leeuweni är en fjärilsart som beskrevs av Franciscus J.M. Heylaerts 1885. Paracharactis leeuweni ingår i släktet Paracharactis och familjen säckspinnare. Inga underarter finns listade i Catalogue of Life.